# سو هه وون
سو هه وون (کره‌ای: 서혜원؛ زادهٔ ۴ نوامبر ۱۹۹۳) بازیگر اهل کره جنوبی است. او به خاطر ایفای نقش در مجموعه‌های تلویزیونی زیبایی حقیقی، با وجود اینکه می‌دانم, خواستگاری کاری و کیمیای روح شناخته می‌شود.

## فیلم‌شناسی

### فیلم
| سال  | عنوان           | نقش    | منابع |
| ---- | --------------- | ------ | ----- |
| ۲۰۲۱ | راهروهای نجواگر | می سوک | [ ۴ ] |
| ن/م  | Oh, well done!  |        | [ ۵ ] |

### مجموعه تلویزیونی
| سال       | عنوان                           | نقش          | توضیحات                | منابع  |
| --------- | ------------------------------- | ------------ | ---------------------- | ------ |
| ۲۰۱۸–۲۰۱۹ | قهرمان عجیب من                  | کیم بو کیونگ |                        | [ ۶ ]  |
| ۲۰۱۹      | خوش آمدی به زندگی               | رینگ         |                        | [ ۷ ]  |
| ۲۰۲۰      | تیم بولداگ: تحقیق خارج از وظیفه | چو سو یو     |                        | [ ۸ ]  |
| ۲۰۲۰–۲۰۲۱ | زیبایی حقیقی                    | پارک جی هی   |                        | [ ۹ ]  |
| ۲۰۲۱      | با وجود اینکه می‌دانم            | جانگ سه یونگ |                        | [ ۱۰ ] |
| ۲۰۲۱      | جیریسان                         | هونگ یونگ می |                        | [ ۱۱ ] |
| ۲۰۲۱–۲۰۲۲ | بگذار شوالیه تو باشم            | جونگ با روم  |                        | [ ۱۲ ] |
| ۲۰۲۲      | خواستگاری کاری                  | جو یو جونگ   |                        | [ ۱۳ ] |
| ۲۰۲۲      | قلب خونین                       | هیانگ یی     |                        | [ ۱۴ ] |
| ۲۰۲۲      | کیمیای روح                      | سو یی        |                        | [ ۱۵ ] |
| ۲۰۲۲      | وکیل وو خارق‌العاده              | چوی دا هه    | حضور افتخاری (قسمت ۱۱) | [ ۱۶ ] |
| ۲۰۲۲      | می‌تونم کمکتون کنم؟              | یو سو را     |                        | [ ۱۷ ] |